# Argentine Bellegarde-Foureau
Argentine Bellegarde-Foureau, född i Arcahaie 2 augusti 1842, död 1901, var en haitisk utbildningsreformator. Hon spelade en viktig roll inom utbildningen av flickor på Haiti under sin samtid. 
Hon utbildades vid Mme Isidore Boisronds skola i Port-au-Prince, och ska tidigt ha uppvisat intresse för undervisning. Hon grundade som vuxen en egen skola i sitt hem Duvivier som allteftersom växte ut till ett större utbildningsprojekt. Vid denna tid fanns ett mycket bristfälligt skolsystem på Haiti, särskilt för flickor: ett antal flickpensioner hade grundats i städerna för överklassen 1850, och 1864-65 grundades ett antal grundskolor och flickskolor av franska nunnor.    
Hon utmärkte sig för sin öppna kritik av allt hon betraktade som korruption eller missbruk hos både liberala och nationella partiet, och betraktade det som en medborgerlig plikt att protestera mot myndigheters missbruk. Hon var aktiv inom den sociala föreningen Union et Charité, som arbetade socialt med principen att kamratskap och solidaritet var nödvändig för att bekämpa social nöd och förespråkade folkbildning för att reformera samhället. Hon ansåg också att könen skulle få lika utbildning. Hon motsatte sig dock samtidigt ett flertal kulturella sedvänjor, bland annat de traditionella nattliga fester som hölls av arbetarna på Haiti eftersom hon ansåg de omoraliska, och försökte bekämpa dessa. Vid sidan av sin skolverksamhet var hon kokosnötsodlare och drev en plantage med fabrik.   
Hon utsågs 1880 till nationellt överhuvud för Haitis statliga flickskolor, Pensionnat national des demoiselles, som hade grundats 1850. Under sin tid som föreståndare för Haitis flickskolor anses hon ha uppväckt ett större nationellt intress för nödvändigheten av utbildning för flickor. 